# The Ji
The Ji (* 11. Oktober 1994 in Wien als Edgar Ferenc Pall; auch bekannt als Dieser Ferenc Jetzt, thereal20G und 2Pacca) ist ein österreichischer Rapper und Model mit ungarischen Wurzeln.

## Biografie
The Ji hat ungarische Wurzeln und wuchs in Washington D.C. auf. Nach seinem Highschool-Abschluss / Abitur auf der German International School Washington D.C., absolvierte er seine Zeit beim österreichischen Bundesheer.
Anschließend zog er nach Amsterdam, um neben der Musik ein Studium im Bereich International Business and Management zu absolvieren.
Zu dieser Zeit kam es zum Kontakt und der engen Zusammenarbeit zwischen The Ji und Money Boy, mit dessen Glo Up Dinero Gang (MC Smook, Hustensaft Jüngling, LGoony, Spinning 9,…) er mehrere Touren durch Deutschland, Österreich und Schweiz gespielt hat (Kola Mit Ice Tour, Auf Die Harte Tour, Castival etc.).
Neben den Auftritten zusammen mit der Glo Up Dinero Gang hat The Ji von Kollaborationen mit Künstlern wie Frauenarzt, Sierra Kidd, Ali As und seinen Auftritten bei Falk Schachts „Verschiedene Dinge Deutschrap Party“, auf Deutschlands größtem HipHop Festival (splash!) und den VICE House Party Festivals in Berlin und Wien. Seit 2020 bestreitet er unter dem Pseudonym Ferry Rap-Battles.

## Soziales Engagement
- Kollaboration mit Almdudler und AIDS-Hilfe Wien[11]: Zusammen mit den Bloggerinnen Christl Clear und Jules Vogel sowie Sänger Cesar Sampson und Rapper The Ji haben Almdudler und die AIDS-Hilfe Wien eine Aufklärungskampagne zum Thema sexuelle Gesundheit veröffentlicht, welche in den ersten Wochen knapp eine halbe Million Aufrufe erreicht hat. Geschäftsinhaber von Almdudler Thomas Klein war auch dabei. In dem 5-minütigen Spot präsentiert sich The Ji ohne Hose nur in Boxershorts ganz offen zum Thema Sex und vollzieht vor laufender Kamera einen HIV-Test.[12]

- Kollaboration mit McDonald’s[13]: In einem Werbespot für McDonald’s mit The Ji und der Opernsängerin Claudia Goebl sprechen die beiden Künstler über die Unterschiede zwischen ihren Berufswelten. Unter anderem geht es um politische Korrektheit im Deutschrap und Autotune.

- Kollaboration mit Spark 7 und Kaiserschnitt Films[14]: Als “2Pacca” veröffentlichte Ferenc in Zusammenarbeit mit Kaiserschnitt Films und Reed + Rader die Single und das Video “Twice the Nice” für das Spark 7 Jugendkonto der Erste Bank und Sparkasse.

## Diskografie
Alben
- 2016 Dieser Ferenc Jetzt (feat Frauenarzt & Ali As)
- 2016 Big Men With Big Plans (feat Young Hoodhustler & Sierra Kidd)
- 2019 Weisser Wein
- 2019 Herzbruch
- 2021 Everybody Hates Ferry

Mixtapes
- 2013 Mehr als Rap
- 2014 Lets Smoke Dope
- 2015 Red Cups and Swishers
- 2016 Fast fertig (No Fucks Given)

EPs
- 2016 Reset
- 2017 Schwarze Katze
- 2018 Silber Hase

Singles
- 2014 100 Chainz (feat Money Boy)
- 2015 Direkt baked (feat Money Boy)
- 2016 So straight (feat Spinning 9 und MC Smook)
- 2016 Ich so viel besser als ihr (feat Ali As)
- 2016 Mein Girl (feat MC Smook)
- 2016 Pain wird betäubt (feat Fruchtmax und Duzoe)
- 2017 Wiz Khalifa (feat Spinning 9 und Sonix)
- 2017 Alles wird rasiert (feat Kulturerbe Achim)
- 2017 Katja Krasavice (feat Sierra Kidd)
- 2017 Sindbad (feat Keewee)
- 2017 Tausender Beträge (feat Svaba Ortak)
- 2017 Mula (feat Chinedu Onome)
- 2017 Unterwegs RMX (feat Money Boy)
- 2018 ECB
- 2018 Gucci Glasses (feat Candy Ken)
- 2018 Schaukel (feat Hustensaft Jüngling)
- 2018 Bitcoin (feat Money Boy)
- 2018 International (feat MC Smook)
- 2018 Money Barbies Rarris (feat Hustensaft Jüngling)
- 2018 Love My Life (feat Money Boy)
- 2019 Serotonin (feat ONEL)
- 2020 Baddy
- 2020 WC Innenstadt
- 2020 Da Vinci